# Kadous hus

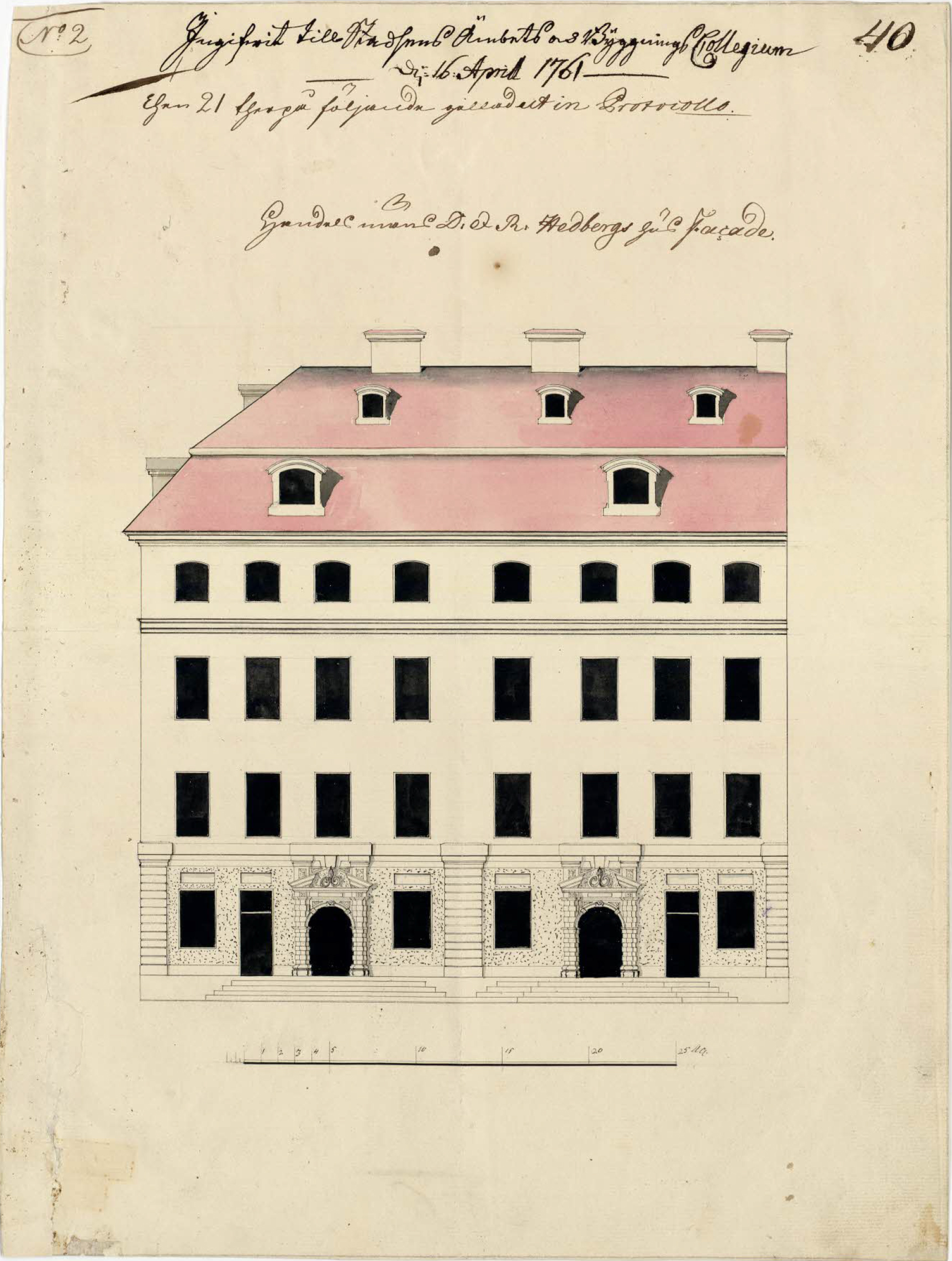
Fasaden Skeppsbron 8 och 6, 1761. "Kadous hus" är till vänster.

Kadous hus var en byggnad i kvarteret Bootes vid Skeppsbron 8 i Stockholm. Byggnaden revs 1901.
Huset uppfördes förmodligen 1652, eftersom det har samma formgivning som det grannhuset Wittmarckska huset som det var hopbyggd med. En fasadritning från 1761 visar båda husen. Varje byggnad hade motsvarande fyra fönsteraxlars bredd. På 1600-talets slut ägdes huset av handelsmannen Erik Kadou och senare av Lydert Adelschiöld. På Nordiska museet finns bevarat ett portalöverstycke från huset med inskriften:
| ” | EDER JESUS KIERLECK ALTIJD BETENCK ANNO 1695 | „ |

År 1901 revs huset för att bereda plats för Mälareprovinsernas Enskilda Bank. Nya Skeppsbron 8 ritades av arkitekt Erik Josephson i en totalt avvikande arkitekturstil. I nuvarande byggnad bevaras gipsavgjutningar på de portaler som fanns på Kadounska huset.